# Robert Connell (homme politique)
Pour les articles homonymes, voir Robert Connell et Connell.
Robert Connell (4 juin 1871-13 novembre 1957) est un homme politique canadien de la Colombie-Britannique. Il est député provincial social-démocrate (CCF) de la circonscription britanno-colombienne de Victoria City de 1933 à 1937. Il est également le premier chef du parti Co-operative Commonwealth Federation (maintenant Nouveau Parti démocratique de la Colombie-Britannique).

## Biographie
Né à Liverpool en Angleterre de parents d'origines écossaises, Connell grandit dans la région de Glasgow. Il travaille dans une compagnie de transport avant de se rendre au Canada à l'âge de 17 ans. Après sept ans à travailler dans divers emplois, il s'installe à Calgary et devient ministre de l'Église d'Angleterre. Ordonné diacre en 1895 et prêtre en 1896, il s'installe à Victoria. En 1901, après avoir travailler pendant plusieurs années dans des missions en Alberta, il sert de vicaire dans plusieurs paroisses, dont pendant deux ans en Californie, avant de prendre sa retraite de la chaire en 1923.
Connell s'implique aussi en éducation en tant qu'enseignant en art et de botanique au collège privé pour garçons, Victoria High School. Il écrit aussi une chronique hebdomadaire sur la nature et la géologie dans le Victoria Daily Times et plus tard dans le Victoria Daily Colonist.

### Politique
En 1932, Connell se rallie à la League for Social Reconstruction (en) et devient éventuellement chef du BC Reconstruction Party. Le parti ne survient pas longtemps et fusionne avec le Co-operative Commonwealth Federation en août de la même année.
Avec l'élection d'un gouvernement libéral en 1933, Connell en étant chef du CCF devient chef de l'opposition officielle.
Malgré une attitude coopérative avec les adversaires libéraux et conservateurs, plusieurs partisans du CCF critique sa politique entre autres lorsqu'il refuse d'appuyer une grève générale contre le gouvernement de Duff Pattullo. Il également l'objet de critiques récurrentes dans le journal du Parti socialiste de la Colombie-Britannique, le The BC Clarion.
Les tensions entre Connell et l'aile gauche de son parti émerge sur la scène publique lorsque d'un discours en chambre du député CCF Ernest Winch sur les mérites du communisme est dénoncé par le chef. Lors de la convention de 1936, Connell survit à un vote de défiance. Son leadership est à nouveau critiqué lorsqu'il refuse d'appuyer une résolution en faveur de la socialisation des banques et du crédit.
En juillet 1936, il rend publique une déclaration faite à l'exécutif du parti dans laquelle il retire son soutien au programme du parti pourtant approuvé lors du congrès tenu trois semaines plus tôt. Le désaccord, maintenant nommé Affaire Connell, montre les vives tensions entre les modérés du côté de Connell et les marxistes révolutionnaires comme Winch.
Expulsé du parti en août, Connell fonde un nouveau parti, le British Columbia Social Constructive Party (en), avec le soutien des députés Jack Price, R. B. Swailes et Ernest Bakewell. Victor Midgely, ancien chef du One Big Union, et Bill Pritchard (en), éditeur et propriétaire du The Commonwealth, donnent également leurs soutien à Connell. Le soutien de Pritchard amène le CCF à perdre son journal de parti.
Avec quatre députés, le nouveau parti de Connell demeure l'opposition officielle pour le reste de la législature. Néanmoins, le parti ne parvient pas à faire élire un député lors des élections de 1937 (en).

### Fin de vie
Avec la fin de sa carrière publique, Connell retourne à la vie ecclésiastique et devient archidiacre de Comox en 1940.
Connell meurt en novembre 1957 à l'âge de 86 ans.